# Tricalamus xianensis
Tricalamus xianensis is een spinnensoort in de taxonomische indeling van de spleetwevers (Filistatidae).
Het dier behoort tot het geslacht Tricalamus. De wetenschappelijke naam van de soort werd voor het eerst geldig gepubliceerd in 1992 door Jia-Fu Wang & Jia-Fu Wang.